# Espiridion Guanco
Espiridion Guanco, ook Esperidion Guanco, (Pototan, 29 december 1874 - 2 mei 1925) was een Filipijns politicus. Hij was afgevaardigde van Iloilo van 1910 tot en met 1912 en senator van 1916 tot zijn dood in 1925.

## Biografie
Espiridion Guanco werd geboren op 29 december 1874 in Pototan in de Filipijnse provincie Iloilo. Zijn ouders waren Agustin Guanco en Filomena Cordero. Na een vooropleiding aan het Sint-Vincent Ferrerseminarie in Jaro studeerde hij rechten aan de University of Santo Tomas. Hij behaalde er zijn bachelor-diploma en werd op 6 mei 1901 opgenomen in de Filipijnse balie. In 1900, nog tijdens zijn studententijd, richtte Guanco samen met Juan de Leon, Francisco Villanueva en Benito Lopez oprichter van de krant El Tiempo. Ook was hij betrokken bij de kranten El Pais en El Adalid. Na zijn afstuderen was hij advocaat in Iloilo en Negros. Ook was hij samen met zijn vrouw eigenaar van enkele landgoederen en was hij eigenaar van een suikerrietfabriek.
Eind 1909 werd Guanco namens het 4e kiesdistrict gekozen in het Filipijns Huis van Afgevaardigden. Gedurende zijn termijn in het Huis, die duurde tot 1912, was hij voorzitter van de commissie voor banken en bedrijven. In 1916 werd hij namens het 8e kiesdistrict gekozen in de Senaat van de Filipijnen. Omdat hij in zijn district meer stemmen dan Manuel Lopez, won hij een termijn van zes jaar. Gedurende de 5e Filipijnse legislatuur was Guanco de senaatspresident pro tempore (plaatsvervanger bij afwezigheid van senaatspresident Manuel Quezon). Na afloop van zijn termijn werd hij bij de verkiezingen van 1922 herkozen voor een nieuwe termijn van zes jaar. Als senaatspresident pro tempore werd hij na de verkiezingen van 1922 echter opgevolgd door Sergio Osmeña. 
In 1925 overleed Guanco overleed op 50-jarige leeftijd. Hij was getrouwd met Nicetas Siguenza. Een kleindochter van Guanco is voormalig senator Anna Dominique Coseteng.